# MY FOOT
MY FOOT（マイ・フット）はロックバンド、the pillowsの13枚目のアルバム。

## 概要
山中は「スカスカのツインギターサウンドがテーマだった」と語っている。
これまで以上に山中のポップセンスが発揮されたアルバムであり、タイトル曲「MY FOOT」に代表されるように16年を経てなお昂るバンドの高揚感を体現したようなアルバムである。またTHE PILLOWS MY FOOT TOUR IN USAと題して、アルバムツアーとしては初の海外ツアーを行った（海外ツアーは自体は2度目）。

## 収録曲
作詞・作曲：山中さわお（全曲）
1. MY FOOT
2. ROCK'N'ROLL SINNERS
3. 空中レジスター
4. サード アイ
5. Mighty lovers
6. ノンフィクション
7. Degeneration
8. MARCH OF THE GOD
9. My girl
10. さよならユニバース
11. Gazelle city